# Entre-deux-Guiers
Entre-deux-Guiers är en kommun i departementet Isère i regionen Auvergne-Rhône-Alpes i sydöstra Frankrike. Kommunen ligger i kantonen Saint-Laurent-du-Pont som tillhör arrondissementet Grenoble. År 2022 hade Entre-deux-Guiers 1 897 invånare.

## Befolkningsutveckling
Antalet invånare i kommunen Entre-deux-Guiers
Referens:INSEE